# Přeckov
Přeckov település Csehországban, a Třebíči járásban. Přeckov Horní Vilémovice, Rudíkov, Hroznatín és Trnava településekkel határos. Lakosainak száma 75 fő (2024. január 1.).

## Népesség
A település lakosságának változását az alábbi diagram mutatja:
| Lakosok száma | 174  | 149  | 140  | 127  | 85   | 77   | 70   | 70   | 73   | 75   |
|               | 1869 | 1900 | 1921 | 1961 | 1980 | 2011 | 2016 | 2019 | 2021 | 2024 |